# National Premier Soccer League de 2019
A temporada da Liga Nacional de Futebol de 2019 faz parte da 107ª temporada do futebol sancionado pela FIFA nos Estados Unidos e da 17ª temporada da Liga Nacional de Futebol (NPSL).  O Miami FC , antigo "Miami FC 2", é o atual campeão.

## Mudanças de 2018
Onze membros do NPSL participarão do torneio inaugural Founders Cup imediatamente após a temporada regular de 2019.

## Equipes

### Equipes novas
| Equipe                      | Localização             | Notas                                |
| --------------------------- | ----------------------- | ------------------------------------ |
| A.S. Los Angeles            | Los Angeles, Califórnia | Expansão                             |
| Central Florida Panthers SC | Orlando Flórida         | Expansão                             |
| City of Angels FC           | Los Angeles, Califórnia | Retornado do hiato de um ano         |
| Crossfire Redmond           | Redmond, Washington     | Expansão                             |
| Dallas City FC              | Dallas, Texas           | Retornado do hiato de um ano         |
| Denton Diablos FC           | Denton, Texas           | Expansão                             |
| High Desert Elite FC        | Adelanto, Califórnia    | Expansão                             |
| Michigan Stars FC           | Berkley, Michigan       | Retornado do hiato de um ano         |
| Pittsburgh Hotspurs         | Pittsburgh, Pensilvânia | Expansão                             |
| Oakland Roots SC            | Oakland, Califórnia     | Expansão                             |
| San Ramon FC                | San Ramon, Califórnia   | Veio da LIGA NorCal                  |
| Stockton FC                 | Stockton, Califórnia    | Expansão                             |
| Toledo Villa FC             | Toledo, Ohio            | Veio da United Premier Soccer League |

### Equipes movidas e / ou renomeadas
| Equipe                    | Nome anterior          | Localização             | Localização Anterior | Notas                                           |
| ------------------------- | ---------------------- | ----------------------- | -------------------- | ----------------------------------------------- |
| Atlanta SC                | Atlanta Silverbacks FC | Atlanta, Geórgia        |                      | Renomeada                                       |
| Jacksonville Armada U-23  | Jacksonville Armada FC | Jacksonville, Flórida   |                      | Time reserva substituiu o primeiro time na liga |
| Miami FC                  | Miami FC 2             | Miami, Flórida          |                      | Renomeada                                       |
| Philadelphia Lone Star FC | Junior Lone Star FC    | Filadélfia, Pensilvânia |                      | Renomeada                                       |

### Equipes de saída
| Equipe                   | Localização                     | Notas                                                           |
| ------------------------ | ------------------------------- | --------------------------------------------------------------- |
| Boca Raton FC            | Delray Beach, Flórida           | Entrou para o United Premier Soccer League                      |
| CD Aguiluchos EUA        | Oakland, Califórnia             | Não listado no site da NPSL                                     |
| Elm City Express         | New Haven, Connecticut          | Hiato                                                           |
| Emerald Force SC         | Knoxville, Tennessee            | Extinto                                                         |
| FC Brownsville           | Brownsville, Texas              | Não listado no site da NPSL                                     |
| Fort Pitt Regiment       | Pittsburgh, Pensilvânia         | Não listado no site da NPSL                                     |
| GBFC Thunder             | Union, Nova Iorque              | Não listado no site da NPSL                                     |
| Houston Dutch Lions FC   | Conroe, Texas                   | Não listado no site da NPSL                                     |
| Legacy 76                | Condado de James City, Virgínia | Não listado no site da NPSL                                     |
| Kitsap Pumas             | Condado de Kitsap, Washington   | Extinto                                                         |
| Milwaukee Torrent        | Wauwatosa, Wisconsin            | Em hiato antes da NPSL Founders Cup                             |
| New Orleans Jesters      | Nova Orleans, Louisiana         | Inativo                                                         |
| Palm Beach United        | Palm Beach Gardens, Flórida     | Rebrand, juntou-se à USL League Two como Treasure Coast Tritons |
| Regals SCA               | Airline, Texas                  | Hiato                                                           |
| Seacoast United Mariners | Portland, Maine                 | Não listado no site da NPSL                                     |
| Shreveport Rafters FC    | Shreveport, Louisiana           | Não listado no site da NPSL                                     |
| TSF FC                   | Wayne, Nova Jersey              | Não listado no site da NPSL                                     |
| Viejos Son Los Trapos FC | Saint Paul, Minnesota           | Hiato                                                           |

## Founders Cup
Dez equipes participarão da NPSL Founders Cup , uma competição que será realizada após a conclusão da temporada regular de 2019 da NPSL, de agosto a novembro de 2019.  Pretende-se levar a uma nova liga profissional que comece a jogar na primavera de 2020.  Inicialmente, o California United Strikers FC foi anunciado como participante do torneio.  No entanto, em 1 de março de 2019, a equipe anunciou oficialmente no Twitter que havia se retirado da liga e da Founders Cup.  Em 7 de março de 2019, foi anunciado que o Napa Valley 1839 FC substituiria o California United Strikers FC na região oeste da NPSL Founders Cup.